# Ludwik Franciszek Francuski
Ludwik Franciszek Burbon, książę Andegawenii fr. Louis François, duc d'Anjou (ur. 14 czerwca 1672 roku na zamku Château de Saint-Germain-en-Laye  – zm. 4 listopada 1672 roku w Saint-Germain) - najmłodszy syn Ludwika XIV, króla Francji, przez całe życie noszący tytuł książę Andegawenii.
Był najmłodszym dzieckiem i trzecim synem Ludwika XIV z Marią Teresą Hiszpańską. W momencie jego narodzin żył tylko jego brat Ludwik Burbon, delfin Francji. Ludwik Franciszek w momencie narodzin otrzymał tytuł hrabiego Andegawenii, wcześniej przynależący jego bratu Filipowi Karolowi (1668-1671), a tradycyjnie młodszemu synowi obecnie panującego monarchy. Zmarł jednak zaledwie po 4 miesiącach życia w Saint-Germain, a kolejnym hrabią Andegawenii został później ustanowiony jego bratanek Filip, dopóki nie został królem Hiszpanii jako Filip V. W przeciwieństwie do reszty rodzeństwa, nie został przedstawiony na żadnym portrecie. Ludwik Franciszek został tradycyjnie dla Burbonów pochowany w bazylice Saint-Denis.